# لوسي إم. بوسطن
لوسي إم. بوسطن (بالإنجليزية: Lucy M. Boston)‏ (1892 في المملكة المتحدة - 1990، همينغفرد غري في المملكة المتحدة)؛ كاتِبة مُتخصِّصة في أدب الأطفال وروائية بريطانية.

## روابط خارجية
- لوسي وود على موقع الموسوعة البريطانية (الإنجليزية)